# John Smith (kunsthistoricus)

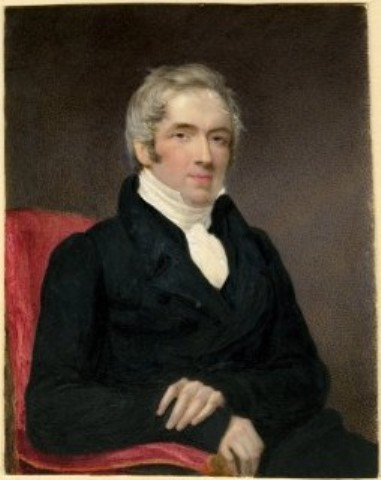
Portret van John Smith door Moses Haughton Jr.

John Smith (Londen, 1781 – Hanwell, 1855) was een Brits kunsthandelaar en -historicus die bekend is gebleven als auteur van de Catalogue Raisonné of the Works of the Most Eminent Dutch, Flemish, and French Painters, 1829-1842. Doorheen de negen delen ontwikkelde hij eigenhandig het concept van de catalogue raisonné:
- Volume 1 (1829): Gerard Dou, Pieter van Slingelant, Frans van Mieris de Oudere, Willem van Mieris, Adriaen van Ostade, Isaac van Ostade, Philips Wouwerman;[1]
- Volume 2  (1830): Peter Paul Rubens;[2]
- Volume 3  (1831): Antoon van Dyck, David Teniers de Jongere;[3]
- Volume 4  (1833): Jan Steen, Gerard ter Borch, Eglon van der Neer, Pieter de Hooch, Gonzales Coques, Gabriël Metsu, Caspar Netscher, Adriaen van der Werff, Nicolas Maes, Godfried Schalcken;[4]
- Volume 5  (1834): Nicolaes Berchem, Paulus Potter, Adriaen van de Velde, Karel Dujardin, Albert Cuyp, Jan van der Heyden;[5]
- Volume 6  (1835): Jacob van Ruysdael, Meindert Hobbema, Jan Both, Andries Both, Jan Wynants, Adam Pynacker, Jan Hackaert, Willem van de Velde, Ludolf Bakhuizen, Jan van Huysum, Rachel Ruysch;[6]
- Volume 7 (1836): Rembrandt;[7]
- Volume 8  (1837): Nicolas Poussin, Claude Lorrain, Jean-Baptiste Greuze;[8]
- Volume 9 (1842): correcties en aanvullingen.[9]

Van de 41 beschreven schilders kwamen er 34 uit de Noordelijke Nederlanden, vier uit de Zuidelijke Nederlanden en drie uit Frankrijk.
Cornelis Hofstede de Groot bouwde voort op dit werk voor zijn Beschreibendes und kritisches Verzeichnis der Werke der hervorragendsten holländischen Maler des XVII. Jahrhunderts (1907-1928).